# Grönahögs kyrka
Grönahögs kyrka är en kyrkobyggnad i den södra delen av Ulricehamns kommun. Den tillhör sedan 2006 Åsundens församling (tidigare Grönahögs församling) i Skara stift (1620–2010 Göteborgs stift).

## Tillkomst och ombyggnader
En tidigare kyrka på platsen uppfördes på medeltiden. Nuvarande träkyrka uppfördes 1662. År 1748 reparerades sakristian och kyrktaket och 1754 försågs kyrktaket med ny spåntäckning. År 1784 lades återigen nytt takspån. Samtidigt reparerades fönstren och kyrkorummets kvinnoläktare utökades. Kyrktornet uppfördes 1791 och i dess bottenvåning inreddes ett vapenhus. Kyrkorummets välvda innertak tillkom 1795. Det tresidigt avslutade koret byggdes 1827.

## Kyrkobyggnaden
Kyrkan har en stomme av liggtimmer och består av ett rektangulärt långhus med tresidigt kor i öster. Vid norra sidan finns en vidbyggd sakristia. Vid kyrkans västra kortsida finns ett brett kyrktorn där bottenvåningens norra och södra väggar är vinklade utåt. Ytterväggarna är klädda med vitmålad locklistpanel och genombryts av rundbågiga fönsteröppningar. Långhusets och sakristians tak är klädda med spån medan tornets tak är klätt med svartmålad plåt.

### Ombyggnader på 1800-talet
1827 byggdes kyrkan till åt öster och fick ett tresidigt kor. Samtidigt avlägsnades kvinnoläktaren och varje långvägg försågs med fyra nya fönster, totalt åtta fönster. 1829 målades kyrkorummet om, taket i mörkgrått och väggarna i ljus marmorfärg. Läktarbröstningen vitmålades medan läktarpelare, listverk och skulpturer förgylldes. 1837 målades kyrkan om utvändigt. Vid en reparation 1856 lades golvet om i långhuset och vapenhuset. Bänkinredningen kompletterades med två nya bänkar på var sida mittgången. Kyrkans stensockel lades om. 1884 kläddes kyrkorummet in med träpanel och väggmålningarna doldes.

### Ombyggnader vid början av 1900-talet
År 1912 renoverades kyrkan in- och utvändigt. Tornets tak och södra vapenhusets tak belades med galvaniserad plåt som därefter svartmålades. Torntaket försågs med ett kors på klot av kopparplåt. I kyrkorummet sattes en altartavla upp och altarringen kläddes.
År 1928 genomfördes en omfattande invändig renovering under ledning av byggmästarna Albin och Carl Wilhelm Gustafsson från Borås. En ny värmeanläggning installerades. Golvet lades om och väggarna belades med panel. Nya innerdörrar sattes in och innerfönster med antikglas tillkom. Predikstolen försågs med ljudtak. Likaså åtgärdades altare och altarring. Bänkinredningen grålaserades och bänkdörrarnas fyllningar marmorerades. Kyrkorummets innertak blåmålades och väggarna fick en ljus kulör. Läktarbröstningen och innertakets tunnvalv dekorerades av konstnären John Hedæus. Nya korfönster, tillverkade av Stockholms glasmåleri, sattes in samma år.

### Senare ombyggnader och renoveringar
År 1949 godkändes ett förslag till installation av en elektrisk kraft- och belysningsanläggning och 1962 genomfördes en renovering i samband med kyrkans trehundraårsjubileum. Kyrkorummets målningar sågs om och altartavlan konserverades. Kyrkans yttertak kläddes till viss del in med spån. År 1969 avlägsnades bänkar på orgelläktaren och 1991 målades kyrkan om utvändigt. Tornfasaderna målades om 1997 och samtidigt tjärades spåntaket om. De två näst sista bänkarna i kyrkorummet avlägsnades 1999 och 2005 renoverades kyrkans ytterväggar.

## Inventarier

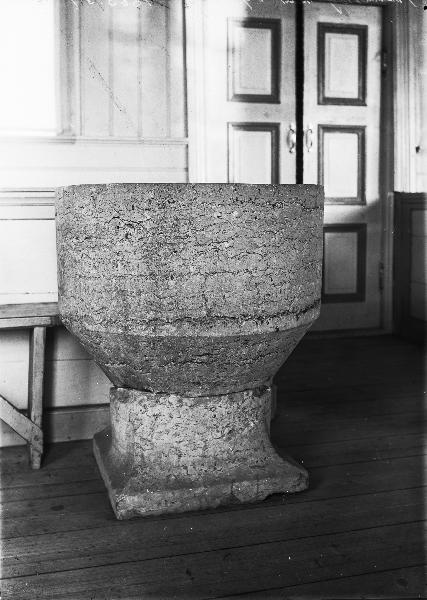
Dopfunten

- Dopfunt av sandsten tillverkad omkring år 1200 i två delar med höjden 88 cm. Cuppan är cylindrisk med skrånande undersida och helt odekorerad. Foten är fyrkantig, men upptill övergående i rund form. Centralt uttömningshål.[1] Efter att länge ha stått utomhus restaurerades funten 1956 och återinvigdes av biskopen samma år.
- Predikstolen består av en gråmålad femsidig korg med åttasidigt ljudtak i samma färg.
- Nuvarande altartavla som sattes in 1913 är utförd av konstnären W Ljungnér. Tavlan är en oljemålning utförd på duk och dess motiv är Jungfru Maria med Jesusbarnet.

### Orglar
- Kyrkans första orgel tillkom 1866.
- År 1922 installerades en ny orgel byggd av Liareds orgelbyggeri.
- En orgel byggd av Bo Wedrup togs i bruk 1944.
- Dagens mekaniska orgelverk är byggt av Ingvar Johansson 1973 bakom 1922 års ljudande fasad. Det har tolv stämmor fördelade på två manualer och pedal.[2]

## Bildgalleri

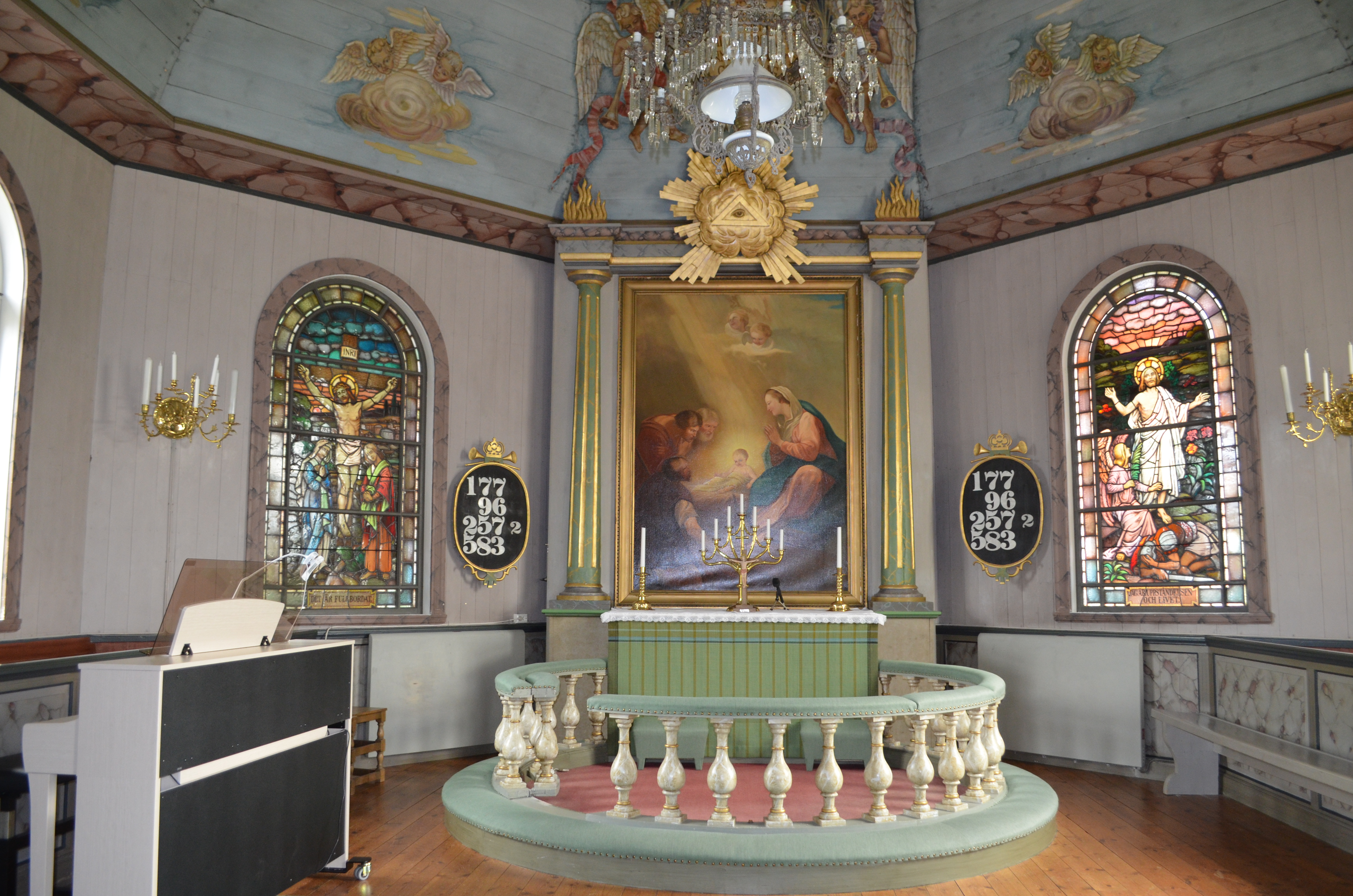
Grönahögs kyrkas altare 2020
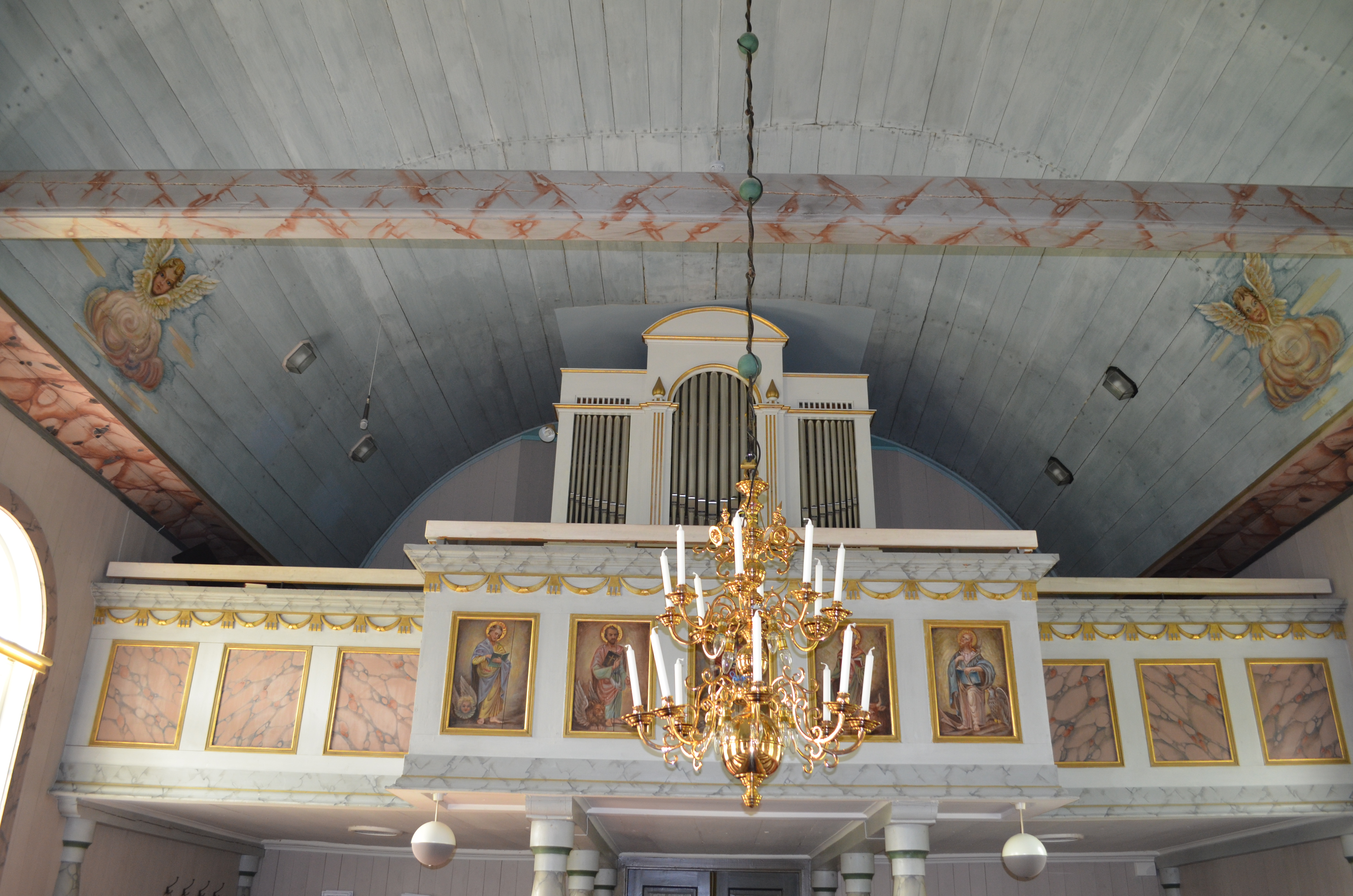
Grönahögs kyrkas kyrkorgel
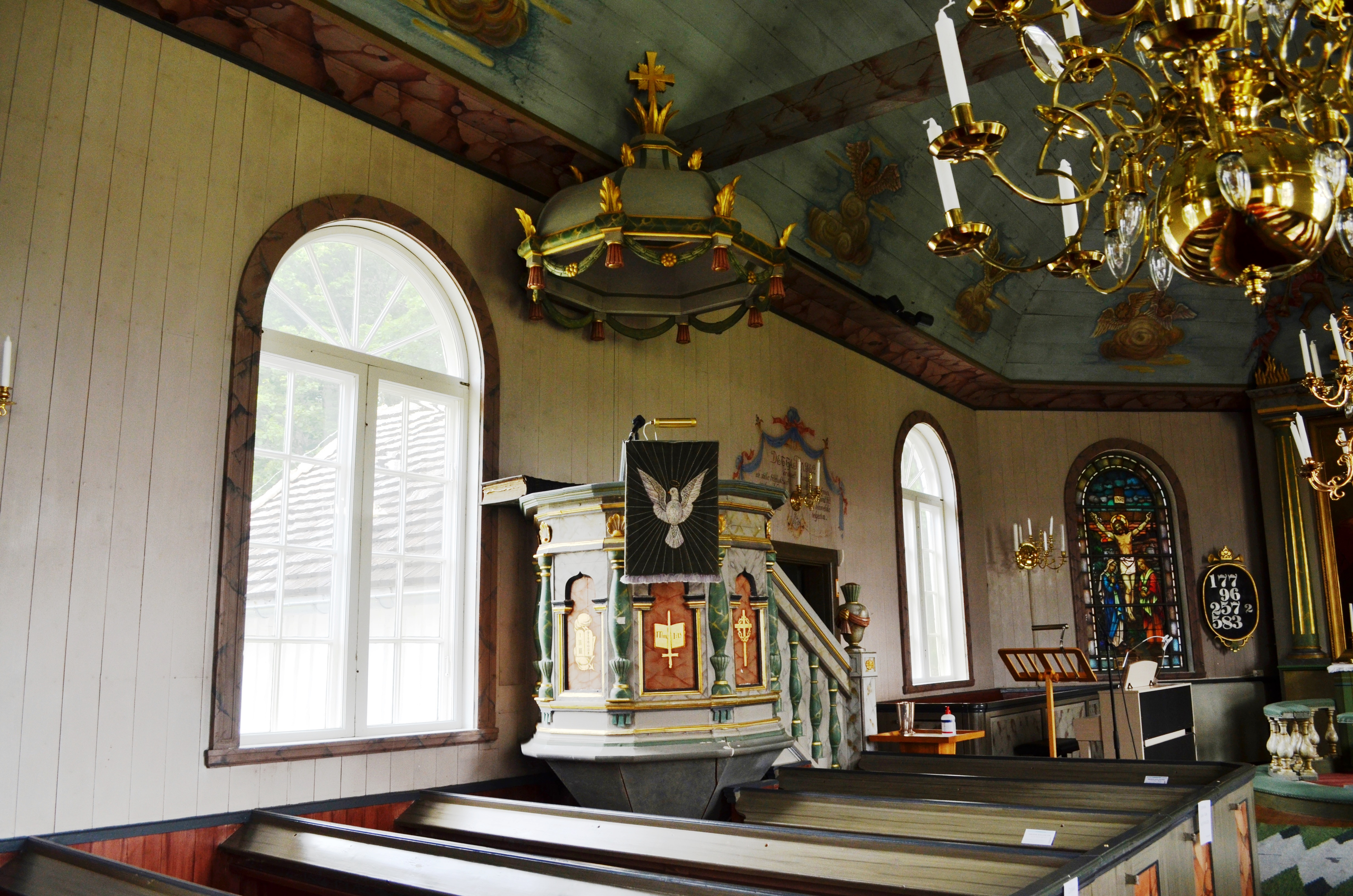
Grönahögs kyrkas predikstol
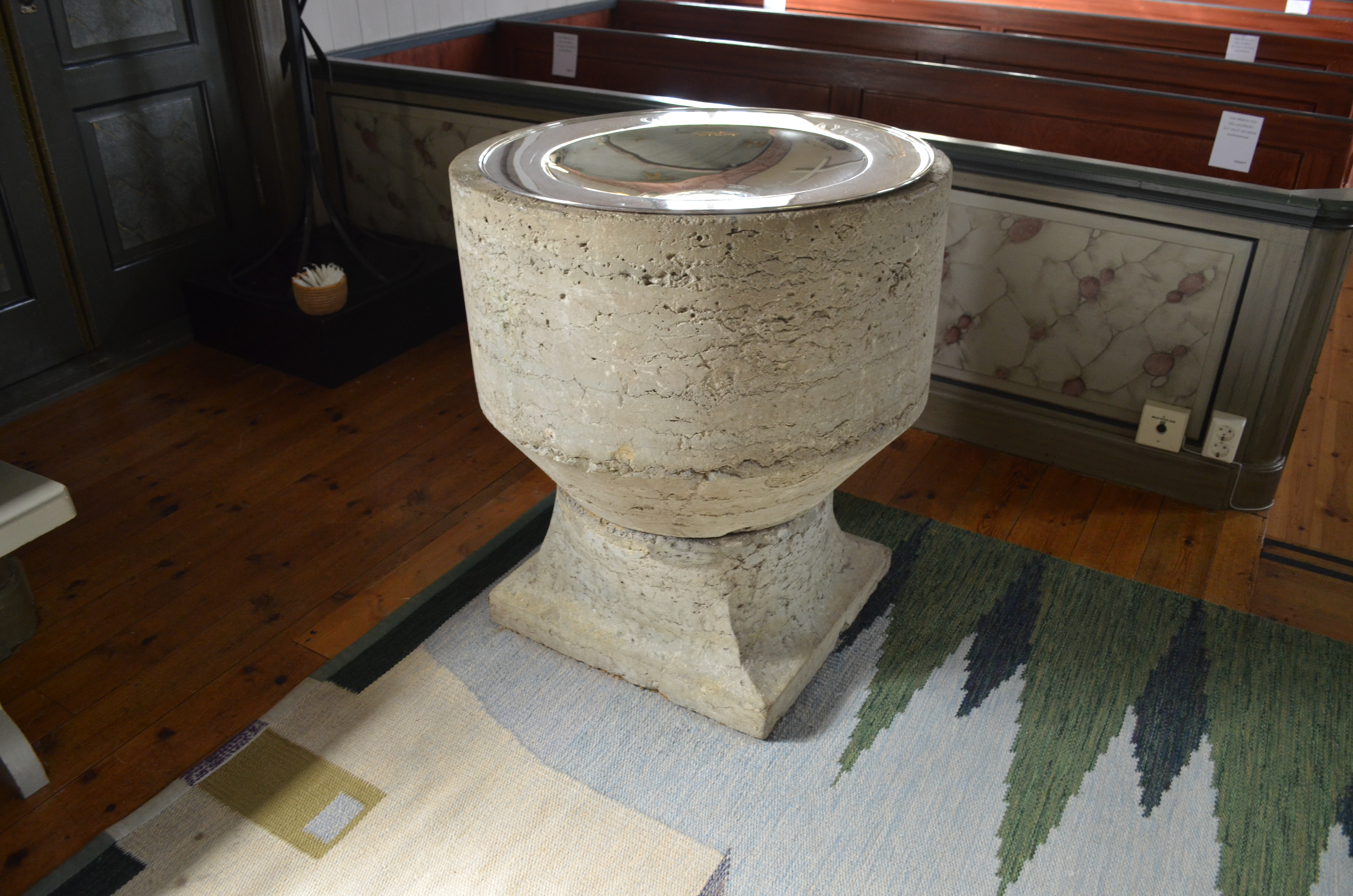
Grönahögs kyrkas dopfunt
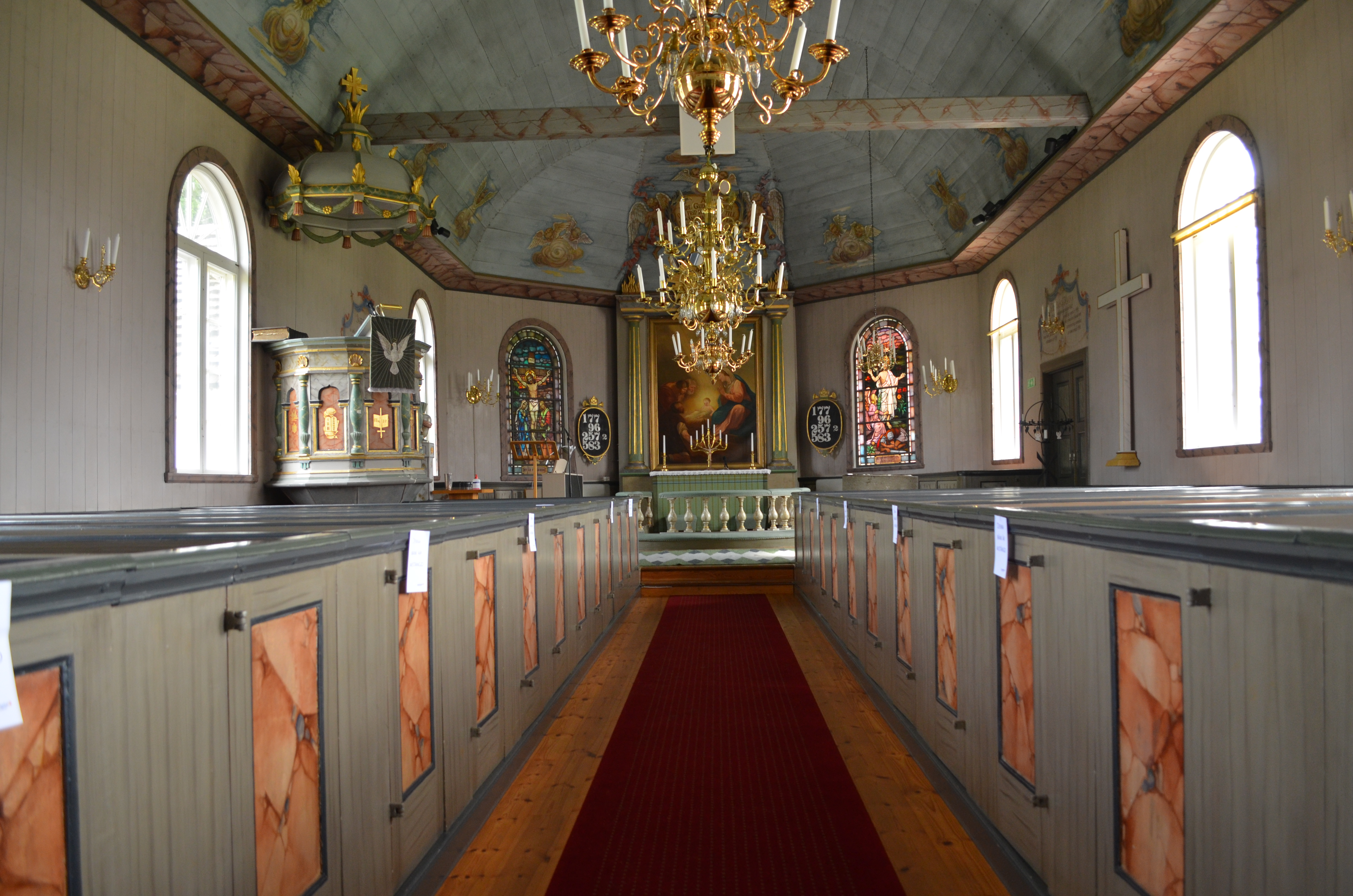
Grönahögs kyrkosal